# Энергия Гиббса
Свобо́дная эне́ргия Ги́ббса (или просто эне́ргия Ги́ббса, или потенциа́л Ги́ббса, или изобарно-изотермический потенциал, или термодинами́ческий потенциа́л в узком смысле) — величина, изменение которой в ходе химической реакции равно изменению внутренней энергии системы.
Энергия Гиббса показывает, какая часть от полной внутренней энергии системы может быть использована для химических превращений или получена в их результате в заданных условиях и позволяет установить принципиальную возможность протекания химической реакции в заданных условиях. 
Энергию Гиббса можно понимать как полную потенциальную химическую энергию системы (кристалла, жидкости и т. д.)
Понятие энергии Гиббса широко используется в термодинамике и химии.
Самопроизвольное протекание изобарно-изотермического процесса определяется двумя факторами: энтальпийным, связанным с уменьшением энтальпии системы ({\displaystyle \Delta H}), и энтропийным ({\displaystyle T\Delta S}), обусловленным увеличением беспорядка в системе вследствие роста её энтропии. Разность этих термодинамических факторов является функцией состояния системы, называемой изобарно-изотермическим потенциалом или свободной энергией Гиббса ({\displaystyle G}, кДж)

## Определение
Классическим определением энергии Гиббса является выражение
{\displaystyle G=U+PV-TS,}
где {\displaystyle U} — внутренняя энергия, {\displaystyle P} — давление среды, {\displaystyle V} — объём, {\displaystyle T} — абсолютная температура среды, {\displaystyle S} — энтропия.
Дифференциал энергии Гиббса для системы с постоянным числом частиц, выраженный в собственных переменных — через давление {\displaystyle P} и температуру {\displaystyle T}:
{\displaystyle dG=-S\,dT+V\,dP.}
Для системы с переменным числом частиц этот дифференциал записывается так:
{\displaystyle dG=-S\,dT+V\,dP+\mu \,dN.}
Здесь {\displaystyle \mu } — химический потенциал, который можно определить как энергию, которую необходимо затратить, чтобы добавить в систему ещё одну частицу.

## Связь с термодинамической устойчивостью системы
Покажем, что минимум потенциала Гиббса соответствует устойчивому равновесию термодинамической системы с фиксированными температурой, давлением и числом частиц.
Запишем обобщённое уравнение первого и второго начал термодинамики:
{\displaystyle T\,dS\geqslant dU+P\,dV.}
При {\displaystyle P=\mathrm {const} ,\;T=\mathrm {const} }
{\displaystyle d(U+PV-TS)\leqslant 0.}
{\displaystyle d(G)\leqslant 0.}
Таким образом в системе при постоянных температуре и давлении энергия Гиббса достигает минимального значения.

## Применение в химии

### Связь схимическим потенциалом
Используя свойства экстенсивности термодинамических потенциалов, математическим следствием которых является соотношение Гиббса-Дюгема, можно показать, что химический потенциал для системы с одним типом частиц есть отношение энергии Гиббса к числу молей вещества n в системе:
{\displaystyle \mu ={\frac {G}{n}}.}
Если система состоит из частиц нескольких сортов {\displaystyle i} с числом молей {\displaystyle n_{i}} частиц каждого сорта, то соотношения Гиббса-Дюгема приводят к выражению
{\displaystyle G(p,\,T,\,N_{1},\,\ldots )=\mu _{1}n_{1}+\mu _{2}n_{2}+\ldots }
Химический потенциал применяется при анализе систем с переменным числом частиц, а также при изучении фазовых переходов. Так, исходя из соотношений Гиббса — Дюгема и из условий равенства химических потенциалов {\displaystyle \mu _{1}=\mu _{2}} находящихся в равновесии друг с другом фаз, можно получить уравнение Клапейрона — Клаузиуса, определяющее линию сосуществования двух фаз в координатах {\displaystyle (p,\,T)} через термодинамические параметры (удельные объёмы) фаз и теплоту перехода между фазами.

### Энергия Гиббса и направление протекания реакции

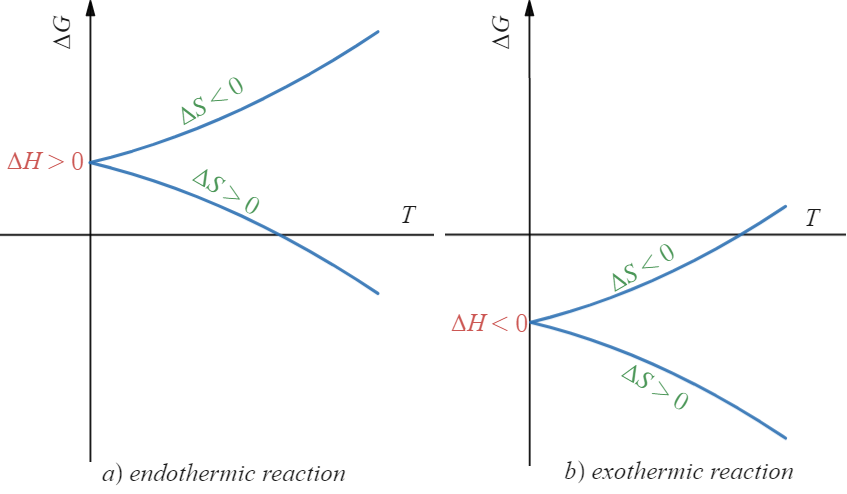
a) эндотермическая реакция
б)экзотермическая реакция

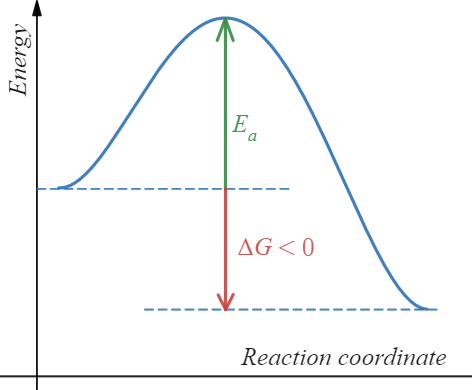
Энергетический профиль реакции

В химических процессах одновременно действуют два противоположных фактора — энтропийный ({\displaystyle T\Delta S}) и энтальпийный ({\displaystyle \Delta H}). Суммарный эффект этих противоположных факторов в процессах, протекающих при постоянном давлении и температуре, определяет изменение энергии Гиббса ({\displaystyle G}) согласно 
 уравнению Гиббса — Гельмгольца :
{\displaystyle \Delta G=\Delta H-T\Delta S.}
Из этого выражения следует, что {\displaystyle \Delta H=\Delta G+T\Delta S}, то есть некоторое количество теплоты расходуется на увеличение энтропии ({\displaystyle T\Delta S}), эта часть энергии потеряна для совершения полезной работы (рассеивается в окружающую среду в виде тепла), её часто называют связанной энергией. Другая часть теплоты ({\displaystyle \Delta G}) может быть использована для совершения работы, поэтому энергию Гиббса часто называют также свободной энергией.
Характер изменения энергии Гиббса позволяет судить о принципиальной возможности осуществления процесса.
| {\displaystyle \Delta G<0} | процесс может протекать — самопроизвольный процесс,     |
| {\displaystyle \Delta G=0} | система находится в состоянии химического равновесия.   |
| {\displaystyle \Delta G>0} | процесс протекать не может — несамопроизвольный процесс |

Иными словами, если энергия Гиббса в исходном состоянии системы больше, чем в конечном, то процесс принципиально может протекать, если наоборот — то не может. Речь идёт исключительно о принципиальной  возможности протекания реакции. В реальных же условиях реакция может не начинаться и при соблюдении неравенства {\displaystyle \Delta G<0} (по кинетическим причинам).

#### Изотерма Вант-Гоффа
Изотерма Вант-Гоффа — соотношение, связывающее изменение свободной энергии Гиббса {\displaystyle \Delta G} в ходе химической реакции с её константой равновесия {\displaystyle K}:
{\displaystyle {\begin{array}{lcl}\Delta G^{o}&=&-RT\cdot \ln K_{eq}\\\Delta G&=&\Delta G^{o}+RT\cdot \ln Q\end{array}}{\biggr \}}\ \Delta G=RT\ln {Q \over K_{eq}}}
где {\displaystyle K_{eq}} — равновесная константа (безразмерная величина).
{\displaystyle Q=\prod _{i=1}^{N}a_{i}^{n_{i}}} — коэффициент реакции

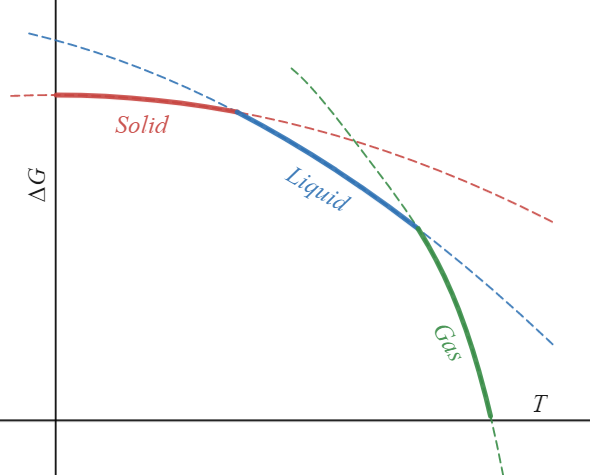
Solid — твердое
Liquid — жидкое
Gas — газообразное

Вообще говоря, любая реакция может быть рассмотрена как обратимая (даже если на практике она таковой не является). При этом константа равновесия определяется как
{\displaystyle K={\frac {k_{1}}{k_{-1}}},}
где {\displaystyle k_{1}} — константа скорости прямой реакции, {\displaystyle k_{-1}} — константа скорости обратной реакции.

#### Связь с электродным потенциалом
{\displaystyle \Delta G^{o}=-nFE^{o}}
n — количество электронов в ОВР
F — число Фарадея (заряд 1 моля электронов)
Eo — стандартный электродный потенциал

## Историческая справка
Энергия Гиббса названа в честь одного из основателей термодинамики, Джозайи Уилларда Гиббса.